# Dora Russell
Pour les articles homonymes, voir Russell.
Dora Russell, Countess Russell (née Black ; 3 avril 1894 – 31 mai 1986) est une écrivaine britannique, féministe et militante socialiste. Elle est également la seconde épouse du philosophe Bertrand Russell.

## Enfance et adolescence
Dora Russell naît le 3 avril 1894 dans une famille britannique. Elle est la seconde de quatre enfants. Son père, Sir Frederick Black, accordait une grande importance à l'éducation de ses enfants. Dora Russell fréquenta une école primaire privée et remporta une bourse pour étudier à la Sutton High school. En 1911, elle passa presque une année dans un internat pour filles en Allemagne.
Lors de ses études à Cambridge, elle rejoignit la société des Hérétiques, cofondée par C. K. Ogden en 1909. Cette société  remettait en cause les traditions, et le dogme religieux en général. Cela permit à Dora Russell d'écarter les valeurs traditionnelles et développer son propre point de vue féministe.
En juin 1915, elle reçut un diplôme de langues modernes à Girton College.

## Carrière
En 1924, Dora Russell milita avec passion pour le contrôle des naissances. Avec l'aide de H. G. Wells et de John Maynard Keynes, elle fonda le groupe de contrôle de naissances des travailleurs. Elle milita également dans le parti travailliste pour des cliniques de contrôle de naissances, avec un succès mitigé car le parti craignait de perdre des voix chez les catholiques. 
D. Russell créa avec Bertrand Russell une école progressiste en 1927, nommée Beacon Hill School. Elle exprima sa vision de l'éducation dans un livre, In defence of children. Dora Russell dirigea cette école seule jusqu'à la Seconde guerre mondiale.
À cette époque, la future actrice Claire Bloom devient son élève.
Après la guerre, elle fut l'une des créatrices de la CND (Campaign for Nuclear Disarmament ou Campagne pour le désarmement nucléaire), et milita pour un désarmement nucléaire mondial, aux côtés de Bertrand Russell, J. B. Priestley, Michael Foot, Victor Gollancz...
Son autobiographie en trois volumes, The Tamarisk Tree, fut publiée en 1977, 1981 et 1985.